# Gesetz über den Zusammenschluß der Gemeinden Bergkamen, Heil, Oberaden, Rünthe und Weddinghofen, Landkreis Unna
Das Gesetz über den Zusammenschluß der Gemeinden Bergkamen, Heil, Oberaden, Rünthe und Weddinghofen, Landkreis Unna wurde am 2. November 1965 verkündet und gliederte fünf Gemeinden des Landkreises Unna neu. Das Gesetz trat am 1. Januar 1966 in Kraft. Es wurde am 23. Juni 2004 aufgehoben.

## Historischer Hintergrund
Die fünf Gemeinden lagen im Nordwesten des Landkreises Unna. Im Vorfeld der Gemeindeneugliederung in Nordrhein-Westfalen wurden in diesen Gemeinden Überlegungen angestellt, eine eigene Lösung für eine Gemeindeneugliederung im Nordwesten des Landkreises Unna in die Wege zu leiten. Ursprünglich waren auch die damaligen Gemeinden Niederaden und Overberge beteiligt. Niederaden zog sich im Verlauf der Gespräche zurück und war mit der Eingliederung in die Stadt Lünen, die am 1. Januar 1968 erfolgte, einverstanden. In Rünthe und in Overberge kam es bei den Abstimmungen in den Gemeinderäten jeweils nicht zu einer Zweidrittelmehrheit. Bei der anschließend notwendigen Bürgerbeteiligung stimmte die Bevölkerung in Rünthe für den Anschluss. Die Einwohner Overberges stimmten gegen die Eingliederung, weil es Tendenzen in Richtung Kamen gab. So trat man der neuen Gemeinde im Jahr 1966 noch nicht bei. Am 1. Januar 1968 war man anlässlich der Gemeindeneugliederung im gesamten Landkreis Unna schließlich bereit, sich dem inzwischen zur Stadt erhobenen Bergkamen anzuschließen. Da die Rechtslage sich inzwischen geändert hatte, waren weder eine Abstimmung im Gemeinderat noch eine Bürgerbeteiligung erforderlich.

## Kurzbeschreibung
| § 1 | Zusammenschluss der Gemeinden Bergkamen, Heil, Oberaden, Rünthe und Weddinghofen zu einer neuen amtsfreien Gemeinde Bergkamen; Bestätigung des zwischen diesen Gemeinden abgeschlossenen Gebietsänderungsvertrages vom 24. August 1964 |
| § 2 | Zuordnung der neuen Gemeinde zum Amtsgericht Kamen |
| § 3 | Auflösung der Amtsvertretungen der Ämter Pelkum und Unna-Kamen mit Wirkung vom 12. Februar 1966 und Anordnung der Neuwahl bis zu diesem Zeitpunkt                                                                                      |
| § 4 | Inkrafttreten am 1. Januar 1966 |